# 俞振才
俞振才（1442年—？），字振才，又字仲才，號南石，浙江紹興府新昌縣人，民籍，明朝政治人物。進士出身。

## 生平
早年出身縣學增廣生，后中举浙江鄉試第五十三名。成化十一年（1475年）乙未科會試第四十八名，殿試登進士第三甲第四名。初授行人，十五年十一月拜為試監察御史，十七年二月實授廣西道，巡按四川；二十三年六月迁湖广按察副使。

## 祖父
曾祖父俞本清。祖父俞用直。父亲俞叔安。